# Курджипс
Курджипс — ліва притока річки Білої, друга за величиною після Пшехи. Має джерело і гирло на території Майкопського району, але тече також у межах сусіднього Апшеронського району. Курджипс починається на Лагонакському нагір'ї зі східного схилу хребта Абадзеш (2376 м) і впадає у річку Білу на південний захід від Майкопа. Довжина річки 108 км, сточище —768 км². 

Має 84 притоки, найзначніші: Мезмайка, Суха Балка, Морозка, Хакодзь, Прицуха, Лучка.
Річка привернула увагу всього світу у 2000 році, коли в печері на її березі були виявлені кістки неандертальця. 